# Amygdalops sparsus
Amygdalops sparsus är en tvåvingeart som beskrevs av Rohacek 2004. Amygdalops sparsus ingår i släktet Amygdalops och familjen sumpflugor. Inga underarter finns listade i Catalogue of Life.